# 阿格短头蚓蜥属
阿格短头蚓蜥属（学名：Agamodon）是短头蚓蜥科下的一个属。

## 下属物种
本属包括以下物种：
- Agamodon anguliceps Peters, 1882
- Agamodon arabicus Anderson, 1901
- Agamodon compressus Mocquard, 1888